# Leptelmis philomina
Leptelmis philomina là một loài bọ cánh cứng trong họ Elmidae. Loài này được Brown & Thobias miêu tả khoa học năm 1984.